# Salvador Casanovas i Martí
Salvador Casanovas i Martí (Montcada i Reixac, Vallès Occidental, 9 de setembre de 1927 - Barcelona, Barcelonès, 12 d'agost de 2012) va ser un advocat i activista polític i cultural català.
Es va formar a la Universitat de Barcelona, on es llicencià en dret, i va exercir d'advocat fins a l'inici de la dècada dels noranta. Ben aviat començà a fer-se present dins dels moviments catalanistes i cristians del moment, vinculant-se al grup catòlic Torras i Bages, d'on passà al grup de Catòlics Catalans. En aquell moment va destacar en la defensa de Jordi Pujol, davant del procés incoat contra ell per part de les autoritats franquistes (1960), convertint-se un dels seus principals col·laboradors. En la seva lluita antifranquista, va participar el 1966 en la creació de la Taula Rodona, i el 1966 en la campanya “Volem bisbes catalans!”. Com a advocat va intervenir en la defensa de destacades personalitats i militants antifranquistes. Fou un dels cofundadors i consellers de Banca Catalana i president de la filial d'aquesta entitat, Banc de Barcelona. Com a tal, el 1984, es veié involucrat en el cas judicial emprès contra els antics gestors de l'entitat. Al mateix temps, Casanovas va contribuir activament en l'impuls d'un gran nombre d'empreses culturals, entre les quals, Edicions 62, la discogràfica Edigsa i Enciclopèdia Catalana. Posteriorment, ja després del franquisme, el 1987, va crear la Fundació Empresarial Catalana, destinada a orientar projectes d'empresa, nacionals i culturals. El juliol de 2012 la revista Sàpiens va descobrir el seu nom dins la llista policial dels 462 catalans més vigilats pel franquisme, amb la informació que figurava a les fitxes elaborades pels funcionaris del règim.